# Karaçağıl, Elbeyli
Karaçağıl là một xã thuộc huyện Elbeyli, tỉnh Kilis, Thổ Nhĩ Kỳ. Dân số thời điểm năm 2010 là 93 người.